# Fantasmi nella cultura messicana

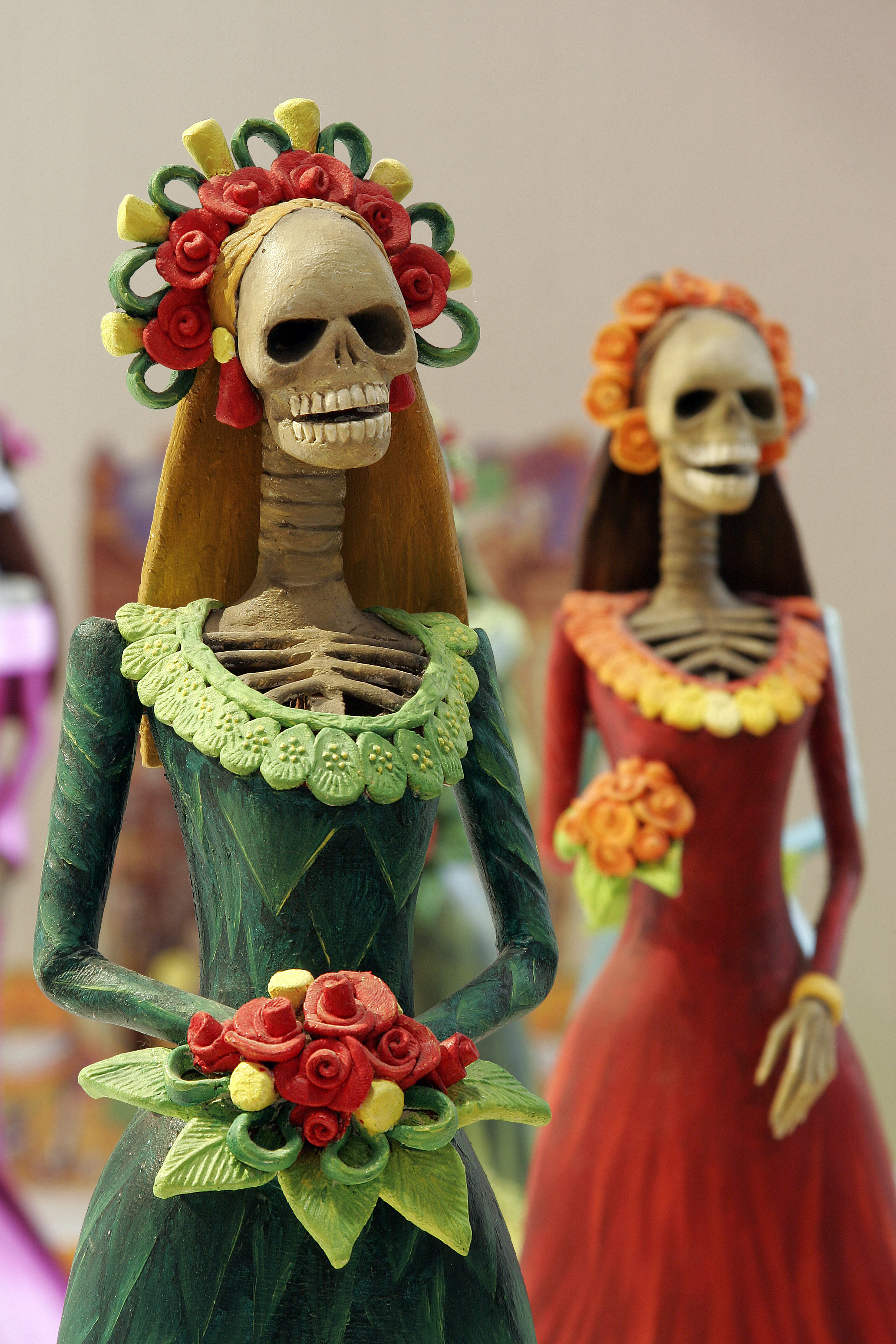
La Catrina è una delle figure più popolari del giorno dei morti in Messico

I fantasmi nella cultura messicana sono oggetto di credenze diffuse e variegate. Le tradizioni maya, nahua, p'urépecha e di altri gruppi etnici indigeni sul soprannaturale sono sopravvissute e si sono evolute mescolandosi alle credenze religiose (cattoliche) dei conquistatori spagnoli. Il Día de Muertos (giorno dei morti) fonde credenze precolombiane con elementi cristiani, e la letteratura e il cinema messicani narrano storie di fantasmi che si relazionano con i vivi.

## Credenze azteche

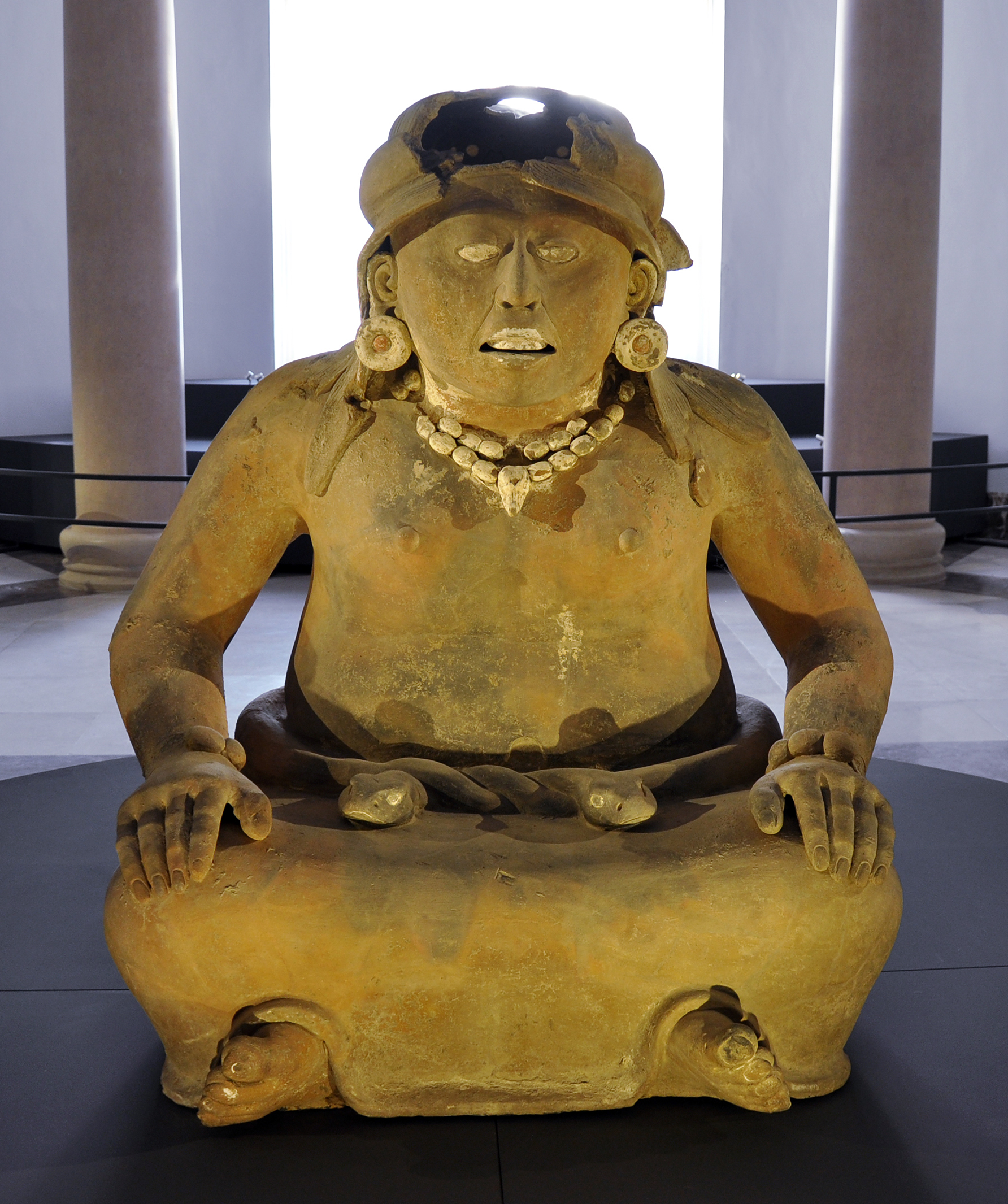
Effigie in terracotta di una cihuateteo, spirito di una nobildonna morta di parto

Secondo gli Aztechi, dopo la morte, i defunti raggiungevano uno dei tre luoghi: Tlalocan, Mictlan e il Sole. L'idea azteca dell'aldilà per i guerrieri caduti e le donne morte durante il parto, era che le loro anime si sarebbero trasformate in colibrì che avrebbero seguito il sole nel suo viaggio attraverso il cielo. Coloro che annegavano finivano nel Tlalocan, il primo livello dei mondi superiori. Le anime delle persone morte per cause meno gloriose, finivano nel Mictlan, il livello più basso degli inferi, impiegando quattro anni e attraversando molti ostacoli per raggiungere questo luogo.
I Cihuateteo, spiriti di donne umane morte di parto, non erano benevoli. In cinque giorni specifici del calendario azteco, scendevano sulla terra per infestare gli incroci, sperando di rubare i bambini che non erano state in grado di avere in vita.
I Cantares Mexicanos sono un'importante raccolta di poesie liriche trascritte dal Náhuatl in lettere romane intorno al 1550 d.C., circa 30 anni dopo la caduta di Tenochtitlan. Nella sua edizione del 1985 di queste poesie, John Bierhorst interpreta le poesie come "canzoni fantasma" che avevano lo scopo di richiamare sulla terra gli spiriti dei guerrieri aztechi morti per aiutare i loro discendenti sotto il dominio spagnolo. Se le canzoni avessero avuto successo, i fantasmi sarebbero scesi dal cielo completamente armati e pronti a combattere, chiedendo un pagamento in sacrificio umano. Questa interpretazione è tuttavia controversa.

## Credenze Maya
I Maya tradizionali vivono nella continua presenza dei loro avi, solitamente anonimi e bilaterali, che, negli altopiani, sono spesso concepiti come abitanti di montagne specifiche, dove attendono le offerte dei loro discendenti. Anche in passato gli antenati avevano un ruolo importante da svolgere, con la differenza che, tra i nobili, la memoria genealogica e la discendenza patrilineare erano molto più accentuate. Pertanto, il Popol Vuh elenca tre genealogie di signori superiori discendenti da tre antenati e dalle loro mogli.
Questi primi antenati maschi - definiti ritualmente come "sanguinari e sacrificatori" avevano ricevuto delle loro divinità private in una leggendaria terra d'origine chiamata "Le sette grotte e i sette canyon" (Nahua Chicomoztoc), e alla loro scomparsa avevano lasciato un "fagotto sacro". In Chiapas, al tempo della conquista spagnola, si credeva che gli antenati del lignaggio fossero emersi dalle radici di un albero di ceiba. Credenze simili esistono ancora tra gli Tz'utujile.

## Credenze P'urhépecha
I Purépecha che vivono in quello che oggi è Michoacán, credono che le farfalle monarca che viaggiano nella regione verso il suo habitat invernale (Riserva della biosfera delle farfalle monarca) simboleggino gli spiriti dei morti mentre viaggiano dall'aldilà. C'è la leggenda di Mintzita, figlia del re Purépecha, e del suo fidanzato. I loro fantasmi sorgono e si dirigono verso un cimitero specifico ogni Noche de Muertos, una variazione del Diá de Muertos, è una festa importante nella regione in cui un'usanza prevede il galleggiamento di centinaia di piccole candele sul lago Pátzcuaro e altri specchi d'acqua. Michoacán è anche conosciuto come El alma de Mexico o l'anima del Messico.

## Giorno dei morti

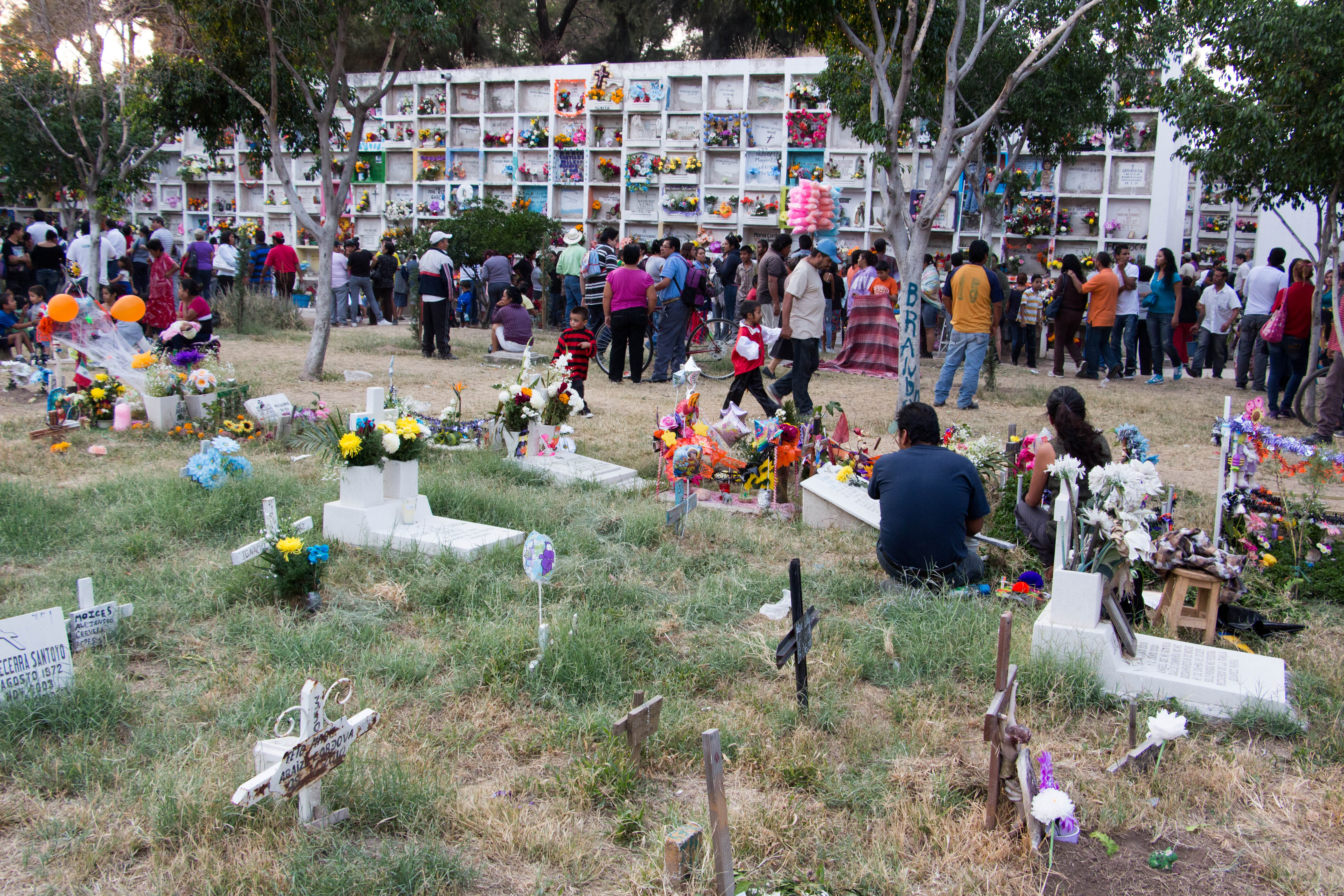
Il giorno dei morti in un cimitero messicano

Il giorno dei morti (in spagnolo El Día de los Muertos), è una festa celebrata in Messico e da messicani e centroamericani che vivono negli Stati Uniti e in Canada. La festa si concentra su riunioni di familiari e amici per pregare e ricordare amici e familiari che sono morti. La celebrazione si svolge il 1° e il 2 novembre in concomitanza con le festività cattoliche di Ognissanti (1º novembre) e della Commemorazione dei defunti (2 novembre).
Le tradizioni legate alla festa includono la costruzione di altari privati in onore del defunto usando teschi di zucchero, calendule, insieme ai cibi e le bevande preferiti dei defunti e la visita alle tombe con questi come regali. A causa del fatto che si verifica subito dopo Halloween, a volte si pensa che il Giorno dei Morti sia una festa simile, essendo entrambe nella famiglia di Allhallowtide.
Gli accademici messicani sono divisi sulle origini esatte delle celebrazioni del Giorno dei Morti. La maggior parte lo considera un misto di radici indigene e tradizioni cattoliche europee. I rituali che celebrano la morte degli antenati sono stati praticati da queste civiltà forse fino a 2500-3000 anni. La festa che divenne l'odierno Giorno dei Morti cadeva nel nono mese del calendario azteco, all'incirca all'inizio di agosto, e veniva celebrata per un mese intero. Tuttavia, le attuali rappresentazioni moderne di questa festività, hanno più in comune con le tradizioni cattoliche europee della Danse Macabre. L'archeologo Augustin Sanchez Gonzalez osserva come il festival sia stato spostato verso la fine di ottobre e l'inizio di novembre dagli spagnoli per sincronizzarsi con il cattolico Allhallowtide.
La gente va nei cimiteri per comunicare con le anime dei defunti che stanno facendo una visita a casa per le vacanze. I discendenti costruiscono altari privati, contenenti i cibi e le bevande preferite, oltre a foto e cimeli, dei defunti. L'intento è quello di favorire le visite delle anime, affinché ascoltino le preghiere e i commenti dei vivi a loro rivolti.
Nella maggior parte delle regioni del Messico, il 1º novembre onora i bambini e neonati, mentre gli adulti deceduti vengono onorati il 2 novembre. Ciò è indicato riferendosi generalmente al 1º novembre principalmente come "Día de los Inocentes" (Giorno degli Innocenti) ma anche come "Día de los Angelitos" (Giorno dei Piccoli Angeli) e al 2 novembre come "Día de los Muertos" o "Día de los Difuntos" (Giorno dei morti).

## Leggende di fantasmi moderni

### La Llorona

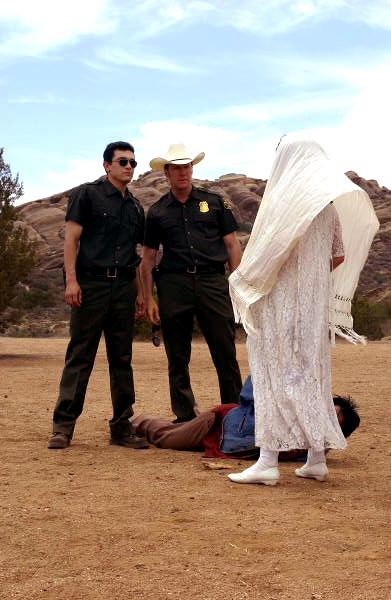
Il protagonista del film The Mexican Dream nei panni della Llorona

"La Llorona" che in spagnolo significa "La donna che piange" è una leggenda popolare in tutte le culture latinoamericane delle ex colonie delle Americhe, con molte versioni esistenti. La storia di base è che La Llorona era una bellissima donna che ha ucciso i suoi figli per stare con l'uomo che amava ma venne successivamente respinta da lui. Potrebbe essere stato il padre dei bambini che aveva lasciato la madre per un'altra donna, o un altro uomo che amava ma che non era interessato a una relazione con una madre single e che pensava di poter conquistare liberandosi dei bambini.
La donna annegò i propri figli, e dopo essere stata comunque respinta, si tolse la vita. Fù condannata a vagare in eterno, piangendo ininterrottamente cercando invano i suoi figli. Si dice che infesta vicino agli specchi d'acqua come fiumi e laghi. In alcuni casi, secondo il racconto, rapisce bambini vagabondi o bambini che si comportano male.

### La Pasqualita
- La Popular Store a Chihuahua, Chihuahua : è una boutique per matrimoni dove ospita un manichino e si presume sia un cadavere imbalsamato. Secondo molti testimoni, si muove, lampeggia e talvolta cammina da solo. La storia risale agli anni '30. Il manichino è noto come "Pascualita", o "Chonita". Secondo la leggenda, una sposa è stata morsa da un ragno o da uno scorpione il giorno prima del suo matrimonio, provocandone la morte. La madre desolata (che è quella chiamata "Pascualita"), rattristata oltre ogni consolazione, assunse i migliori servizi funebri che il denaro potesse comprare e fece imbalsamare la figlia, vestirla con l'abito da sposa, e successivamente esibire il cadavere, spacciandolo per un manichino. Alcune versioni affermano che sia stato il suo fidanzato a farla imbalsamare. È comune per i tassisti a tarda notte notare che il manichino prende vita, poiché la sposa era un tassista. Nel 2017, il manichino è stato portato fuori dalla boutique per matrimoni per la prima volta ed esposto a Città del Messico come parte del tour dell'Hotel de Leyendas Victoria.[11]

### La Planchada
"La Planchada" in spagnolo significa "la signora stirata". Contrariamente a quanto la gente può supporre a causa del titolo della leggenda, La Planchada non era una donna schiacciata, piuttosto è simile a La Llorona. La leggenda narra di un'infermiera che era attratta da un dottore ma lui la respinse, o era scontenta, o ancora,  che uccise un suo paziente. Esistono molte varianti di come è stata creata, ma un tema coerente è che il suo fantasma appare in molti ospedali, anche se principalmente nelle aree metropolitane, specialmente a Città del Messico.
Molti ospedali come l'Hospital Juárez affermano che lei appare lì con la sua vecchia uniforme da infermiera degli anni '30/'60, perfettamente stirata (da qui il nome "La Planchada") e guarisce i pazienti nei reparti di emergenza. Proprio come ci sono affermazioni su come sia stata trasformata in un fantasma, ce ne sono molte altre in cui testimoni oculari affermano di averla vista. Alcuni dicono che emetta una sorta di bagliore, altri dicono che sembra una normale infermiera, Altri ancora affermano di averla vista fluttuare, e altri dicono che cammina normalmente, ma i suoi passi non si sentono mai. Questo accade di notte e la mattina dopo che i pazienti si sentono meglio e vengono portati in un'altra stanza per un ulteriore recupero. Alla domanda sul motivo per cui si sentono meglio, i pazienti affermano di essere stati curati da una comune infermiera, ma nessuno in ospedale stava sorvegliando la stanza o nessuna infermiera è venuta al momento dell'accaduto.

### Autostoppista in fuga
Nella versione messicana della leggenda metropolitana, Vanishing hitchhiker, l'autostoppista è una bella donna, che chiacchiera con gli sconosciuti in un taxi. Quando se ne va, lascia il suo indirizzo, ma quando la persona cerca di raggiungerla a casa sua, viene informata che la donna è morta e che è arrivato proprio nel giorno dell'anniversario della sua morte.

### Infestazioni di cimiteri
Spesso ci sono leggende sui fantasmi associate ai cimiteri più antichi. Ad esempio, il Panteón de Belén (anche detto cimitero di Santa Paula), un cimitero storico situato a Guadalajara, in Messico, è il luogo di leggende e tour notturni, aperto nel 1848 e chiuso formalmente nel 1896. Le leggende che fanno parte del folklore locale includono il vampiro, il pirata, gli amanti, il monaco, il bambino che ha paura del buio, la storia di José Cuervo, la suora e molti altri.

Locandina del film El Charro Negro (1940) ispirato sull'omonima figura leggendaria

### El Charro Negro
Il Charro Negro è un fantasma del folklore messicano che, secondo la tradizione popolare, viene descritto come un uomo alto, dall'aspetto elegante, in un impeccabile completo nero composto da una giacca corta, una camicia, pantaloni attillati e un cappello a tesa larga che vaga nel cuore della notte per le strade del Messico in groppa a un enorme cavallo color giaietto.
Il Charro Negro ha le sembianze di un uomo messicano, vestito con un elegante charro con raffinati dettagli in oro e argento, in sella a un cavallo stesso colore dei suoi abiti, i cui occhi ricordano delle sfere di fuoco. Da taluni è descritto come un'entità malvagia, imparentata col Diavolo, che compare a coloro che rincasano da soli in piena notte, mentre altre versioni lo dipingono come un potenziale portatore di fortuna e come un protettore dei più deboli dai pericoli della notte. 
È una figura che ha avuto un notevole impatto sulla cultura popolare messicana, ispirando opere letterarie e cinematografiche, come La Leyenda del Charro Negro.

#### Le origini della leggenda
Secondo alcuni, la leggenda di El Charro Negro nasce dal sincretismo nel 1920 tra credenze indigene ed europee. El Charro Negro rappresenta il lato oscuro dell'anima umana, una storia che mette in guardia contro l'avidità accecante. Questo personaggio è stato trasmutato in una divinità oscura da gruppi etnici come i Wixárika. Tra le divinità Huichol, che sono legate a una parte oscura sono definite "Vicini" o "Meticci", quella che più spicca tra queste divinità è il dio Tamatsi Teiwari Yuawi, che in spagnolo è chiamato "Il nostro Grande Fratello il Meticcio blu scuro". Il risultato dell'incontro di queste due culture, unisce anche due religioni; il mesoamericano (nello specifico l'Huichol) e dalla Spagna, il risultato fu la nascita di una cultura popolare meticcia, che ha creato la figura del folklore iberoamericano, cioè il "Charro Negro".
La coesistenza tra la cultura indigena e quella meticcia ha provocato conflitti economici, in cui hanno preso il controllo della terra per usarla a proprio vantaggio, per il commercio, ecc. Secondo i documenti sociologici, il dio "Mestizo Azul", all'interno della cultura indigena, in particolare di quella Huichol, rappresenta lo stereotipo del colonizzatore che minaccia la sua terra e la sua cultura. Questo dio "Mestizo Azul" è più potente degli stessi dei Huichol, tuttavia è un despota, un collezionista e non conosce il perdono.
Dal punto di vista mixteco, si dice che El Charro Negro sia il "patrono del luogo" e custode della regione che vive sulla cima della montagna. questo individuo non ha aspetti indigeni, anzi, dalle descrizioni sembra avere delle caratteristiche dei colonizzatori, cioè un uomo bianco, alto e montato a cavallo. I Mixtechi parlano di quanto possa essere pericoloso trovarlo, ecco perché hanno la credenza di portare l'aglio, per poterlo scacciare. Questo "signore della collina" punisce coloro che causano distruzione nelle foreste, custodisce i tesori e punisce coloro che commettono avidità. Tale è l'importanza del "Signore della collina" che gli indigeni portavano delle offerte per ottenere il permesso di lavorare le loro terre e consistevano in doni come sigarette, mezcal e cibo.
C'è un aneddoto registrato, nella Sierra del Norte de Puebla, dove gli operai indigeni hanno smesso di lavorare su un'autostrada, poiché non era stato richiesto il permesso del "signore della collina".
San Martín de Caballero, è conosciuto nelle città come un santo a cui viene chiesto denaro con la frase "San Martín de Caballero, dammi un po' di denaro" mentre al suo cavallo viene offerta dell'erba medica. Mentre nella cultura mazateca diventa un essere notturno, e smette di essere un santo. È conosciuto come il proprietario delle terre e delle montagne. Le sue caratteristiche sono quelle dei colonizzatori, è bianco e saluta in castigliano. Certe notti scende a visitare i suoi animali e veglia sui tesori sepolti. Coloro che desiderano ottenere denaro da questo essere, devono andare in uno stato di indulgenza (astinenza sessuale) e offrire del cacao o un tacchino. San Martín de Caballero, dà loro istruzioni, che includono, portare il suo cavallo per la coda a casa del richiedente e non dire nulla in 4 anni, se questa promessa viene infranta, l'anima del richiedente è condannata, muore all'istante e San Martín de Caballero prende il suo corpo e la sua anima per portarli a lavorare con lui.
Praticamente in tutte le società è stato concepito il concetto di "buio", che viene addirittura presentato come un elemento essenziale per l'esistenza dell'equilibrio. E questo, il buio, è una specie di tentazione costante, legata alle passioni umane, che potrebbe far perdere la ragione all'uomo, e di conseguenza, perdere se stesso o la sua parte luminosa.
Nella visione del mondo Mexica abbiamo l'indimenticabile battaglia cosmica tra giorno e notte, tra luce e oscurità, simboleggiata da Tezcatlipoca, uno dei quattro figli di Ometéotl, signore della notte; e Quetzalcóatl (chiamato anche il Tezcatlipoca bianco).
Con l'arrivo del Cristianesimo in Messico, si propulse anche il dualismo con la figura di Dio e Lucifero, e in questa biforcazione culturale sorsero miti e leggende sulla perenne tentazione capace di far perire l'anima.

## Nella cultura popolare
Non c'è molto sulle ispirazioni di questa entità malvagia. Tuttavia, è apparso nella letteratura all'interno del racconto Macario (B. Traven), da cui è stato utilizzato e ispirato per creare il film Morte in vacanza (1960). Nel 2018 è uscito il film d'animazione La leggenda del Charro Negro, creato da Anima Studios, basato sulla leggenda, dove appare come il principale antagonista del film, così come del franchise in generale.

## Media
- Woman Hollering Creek and Other Stories è un libro di racconti pubblicato nel 1991 dalla scrittrice messicano-americana di San Antonio Sandra Cisneros. La storia del titolo è una versione moderna della leggenda di La Llorona.[20]
- Hasta el viento tiene miedo (Anche il vento ha paura o Anche il vento ha paura) è un film horror messicano del 1968, scritto e diretto da Carlos Enrique Taboada. Il film parla di un fantasma che cerca vendetta in una scuola per ragazze. Un remake è stato rilasciato per la stagione di Halloween del 2007 con Martha Higareda come protagonista.[21]
- Kilometer 31 (Kilómetro 31 o km 31) è un film horror messicano del 2007, scritto e diretto da Rigoberto Castañeda.[22] Il film è ispirato alla leggenda della donna che piange (La Llorona) e alle leggende sui fantasmi dell'autostrada.[23]
- La serie di Cartoon Network Victor e Valentino presenta molte rappresentazioni della cultura classica latina e mesoamericana in un modo più comico e orientato alla famiglia:
  - La Llorona appare nell'episodio "Lonely Haunts Club 3: La Llorona" ed è raffigurata come affetta dalla sindrome del nido vuoto. È semplicemente sola e vuole che le persone la visitino, cosa che i personaggi titolari e i loro amici accettano di fare una volta al mese.
  - La Planchada appare nel suo episodio omonimo ed è raffigurata come un'apparizione spettrale bidimensionale che può essere evocata lasciando fuori un ferro da stiro di notte e tossendo tre volte. Si sdraia sui malati e li calma riportandoli al benessere. Tuttavia, ha una posizione morale poiché ha minacciato di appiattire Victor a causa della sua sconsiderata diffusione della varicella agli altri bambini.